# Bolszewizm i bolszewicy w Rosji
Bolszewizm i bolszewicy w Rosji – książka Jana Parandowskiego z pogranicza eseju i reportażu o wydźwięku propagandowym. Zawiera charakterystykę sytuacji i wydarzeń podczas kształtowania się systemu bolszewickiego w Rosji. Wpisuje się w nurt „społecznej histerii” wokół przemian wynikających z rewolucji październikowej.

## Opis
Praca powstała – jak to podał autor w jej zakończeniu – w sierpniu–wrześniu 1919. Opublikowana została po raz pierwszy w 1919 we Lwowie w wydawnictwie Alfreda Altenberga, gdzie pracował autor. Wznowiona została w Londynie w 1996 i w kraju w 2007. Zawiera aneks zatytułowany „Konstytucja sowieckiej Rosji”.
Książka jest jednym z najwcześniejszych opracowań poświęconych bolszewizmowi i bolszewikom, ukazuje bowiem tworzenie się państwowości bolszewickiej in statu nascendi. Jest więc pionierską pracą z dziedziny sowietologii. Jest to młodzieńcza książka Parandowskiego, który pisząc ją liczył 24 lat (ur. 1895). Pisana była z pełnym emocji temperamentem wynikającym z dramatyzmu i tragizmu obserwowanych i opisywanych wydarzeń. Autor – spędzając okres rewolucyjny 1917 roku i okres tworzenia reżimu komunistycznego na obszarze Rosji – był bowiem obserwatorem i świadkiem panującej tam wówczas sytuacji i rozgrywających się tam wydarzeń. Ma zatem wartość dokumentu. Książka Parandowskiego może być dla wielu czytelników zaskoczeniem ze względu na rozpowszechniony stereotyp jego twórczości, jako związanej jedynie z kulturą antyku – starożytnej Grecji i starożytnego Rzymu.
W Polsce Ludowej książka była zaliczona do kategorii „prohibita” i udostępniana czytelnikom jedynie za specjalnym pozwoleniem.
Głównym motywem napisania omawianej książki – jak to podkreślił jej autor – były graniczące z „naiwnością” wyobrażenia czytelników o specyfice i warunkach życia w Rosji, o istocie i okolicznościach niedawnej rewolucji. Książka jest więc próbą sprostowania tych wyobrażeń.
Zwrócono w niej w szczególności uwagę na niejasny, zagadkowy – dla społeczeństw europejskich – charakter mentalności bolszewickiej, o czym świadczą zacytowane przez autora słowa Mereżkowskiego z opracowania Car i rewolucja odnoszące się ogólnie do Rosji: „Rosja jest odwrotną stroną Europy”. Na mentalność bolszewicką składają się bowiem cechy skądinąd sprzeczne między sobą. Z jednej strony jest to „radykalizm i doktrynerstwo” – doktrynerski, wyidealizowany, utopijny eksperyment myślowy realizowany na żywym ciele ludzkiej zbiorowości – typowe dla marksistowskiego materializmu, a z drugiej – „mistycyzm, bierność i apatia” – typowe dla mentalności rosyjskiej. W ten sposób psychiczną podstawą bolszewizmu są – według autora – dwie biegunowo skrajne, trywialne skłonności: z jednej strony „uległość”, ślepe uniżone posłuszeństwo graniczące z masochizmem w relacjach z silniejszymi, a z drugiej – agresja – surowy, bezwzględny woluntaryzm, „zadawanie cierpień” i „okrucieństwo” graniczące z sadyzmem w relacjach ze słabszymi (w konfliktach staje bolszewik po stronie silniejszych przeciw słabszym, charakteryzuje to jego etykę).
W książce przedstawił też autor główne zasady doktryny bolszewickiej, do których należą: „walka klasowa aż do zupełnego wytępienia klas posiadających i inteligencji, zasada 'dyktatury proletariatu', reprezentowanego w sowietach, do których dostęp mają tylko robotnicy i chłopi”, reguła bezwzględnej równości, bezwzględność w wyrównywaniu rozwarstwienia społecznego i bezwzględność w realizacji założonego programu. Według niej „Indywiduum nie istnieje”, a podstawowa dopuszczalna forma społeczna – to „szara masa”. („Że przy tej okazji trochę głów spadnie, to bagatela”).
Charakteryzując źródła doktryny bolszewickiej i poglądów bolszewików na państwo autor wymienił materialistyczne teorie Marksa i Engelsa i doświadczenia Komuny Paryskiej z roku 1871. Wiążą się z tym opisy czołowych postaci ideologów i przywódców ruchu bolszewickiego: Lenina (w kontekście współpracy niemiecko bolszewickiej podczas wojny wspomniano o jego podróży w „zaplombowanym wagonie” ze Szwajcarii przez Niemcy do Rosji), Trockiego i Zinowjewa. Autor podkreślił w związku z tym doktrynerski, ogólnoświatowy, internacjonalistyczny, globalistycznyny charakter ruchu bolszewickiego.
Istotne, dla krytycznego okresu walki bolszewików o władzę, są w książce opisy wydarzeń związanych z relacjami między premierem Kiereńskim i naczelnym wodzem gen. Korniłowem, sprawa powołania Trockiego (25 września 1917) na prezesa petersburskiej rady delegatów żołnierskich i robotniczych i wreszcie 25 października (starego stylu) – wybuch krwawego powstania bolszewickiego w Piotrogrodzie („Leje się strumieniami krew.”). Wydarzenia te poprzedziły powstanie rządu, który jeszcze przed ukonstytuowaniem się – jak to określił autor – „tajemniczą ręką porozklejał na murach swe żądania, obietnice i dekrety”.
Wiele miejsca poświęcił autor opisom realizacji programu bolszewików – podkreślając sprzeczności między teorią i praktyką. Zwrócił, w związku z tym, uwagę na współpracę bolszewików z Niemcami podczas trwającej równocześnie wojny rosyjsko niemieckiej i związane z tym oskarżenia bolszewików o zdradę. Podkreślił finansowanie ruchu bolszewickiego ze środków niemieckich, czego przejawem było „rozpędzenie Konstytuanty i haniebny traktat brzeski”.
Parandowski zwracał uwagę, że formalnie deklarowana dyktatura proletariatu była w rzeczywistości oligarchią posługującą się terrorem i że przejęła ona od carskiego rządu „wszystkie formy absolutyzmu” – dodając „okrucieństwa jakobińskie i Komuny Paryskiej”. Ilustracją tego stylu sprawowania władzy – jak to podano w książce – była w 1918 roku organizacja wyborów, w których, według autora – „na niebolszewików nie można było głosować po prostu pod groźbą śmierci.”. Innym przykładem terroru był „rozkaz wydany urzędnikom”, uczestniczenia w manifestacji pierwszomajowej. Wyrazem terroru była w szczególności Komisja nadzwyczajna, w której kierowniczą rolę – według danych zawartych w książce – odgrywał wówczas Uricki – Komisarz ludowy spraw wewnętrznych i prezes tejże Komisji. Autor nie wymienił Dzierżyńskiego. Pisząc, że „panowanie bolszewików było panowaniem mniejszości” – zwracał Parandowski uwagę na powszechny rozkład moralny systemu bolszewickiego (w tym także rozkład sądownictwa), upadek życia umysłowego, nauki, kultury i sztuki. (Teza bolszewików brzmiała, że pracownicy tych dziedzin – to „bezużyteczne pasożyty”). Podkreślał panujące w tych warunkach przepełnienie więzień, a szczególnie losy cara Mikołaja i jego rodziny (morderstwo w Jekaterynburgu, 17 lipca 1918).
W opisie sposobu sprawowania władzy przez bolszewików podkreślono w książce (na podstawie osobistych doświadczeń autora) dominujące znaczenie dekretów i niezmiernie utrudniony dostęp do nich. Podano przykłady ich negatywnych ekonomicznych skutków (w takich dziedzinach, jak finanse, banki, rolnictwo, gospodarka lokalami, czynsze).
Przeprowadzonej, w takich okolicznościach, przez bolszewików radykalnej zmianie struktury administracji państwowej towarzyszyła bowiem – według autora – negatywna selekcja kadr biurokratycznych i kult niekompetencji. Opisana sytuacja wynikała częściowo z dotkliwego niedoboru kandydatów do pracy o odpowiednim wykształceniu, z rozpowszechnionego analfabetyzmu, eksterminacji dawnych przedrewolucyjnych kadr urzędniczych i inteligencji.
Omówiono panujący w tych warunkach negatywny wpływ na gospodarkę nacjonalizacji przedsiębiorstw, przerostu i degeneracji aparatu biurokratycznego. Przejawem przerostu biurokracji było między innymi powołanie Najwyższej Rady Gospodarstwa Ludowego, jako organu zarządzającego gospodarką (w sprawach dotyczących kredytu, handlu, przemysłu i rolnictwa). Autor wyliczył skutki decyzji bolszewików w tej dziedzinie. Były nimi: zrujnowanie przemysłu, wielotysięczne ofiary śmierci głodowej, upadek służby zdrowia, a zarazem towarzysząca temu niezwykła rozrzutność w dysponowaniu środkami na cele propagandowe. Do przyczyn wymienionych zjawisk Parandowski zaliczył niekompetencję zdegenerowanego aparatu kierowniczego (urzędnicy zamiast dawnych właścicieli i menedżerów). Zwrócił, w związku z tym uwagę na reorientację Lenina, który „po rocznych doświadczeniach” doszedł do wniosku o szkodliwości zarządzania biurokratycznego („trzeba po stu urzędników bolszewickich wieszać dziennie”).
Autor pisząc o wspomnianej degeneracji aparatu biurokratycznego charakteryzował też panującą tam powszechnie korupcję w następujący sposób: „Od kary śmierci można się wywinąć przy pomocy butelki koniaku. Za przyjazd do Piotrogrodu płaci się 10-15 tysięcy rubli, gdy jest się wydalonym ze stolicy, można zostać zapłaciwszy dwa razy tyle. Można każdą rzecz nabyć z opieczętowanych składów.”
Opisując relacje między tworzącym się aparatem władzy a ludnością – autor szczególnie zwrócił uwagę na nieufność chłopów w stosunku do haseł ruchu bolszewickiego. Podkreślił zarazem prymitywizm mentalności i zachowań warstw chłopskich ówczesnej Rosji. Powszechnym zjawiskiem była, w takiej sytuacji, odmowa chłopów zaopatrywania miast w żywność, a kolejnym następstwem „Wojna o chleb” nazywana przez bolszewików wojną przeciw kontrrewolucji (Stąd apel Lenina w lipcu 1918 o utworzenie armii robotniczej „która szłaby na wieś po chleb”). Parandowski opisał, w tym kontekście, wpływ bolszewików na masy chłopskie, który wyrażał się w rabunkach dworów i trudnych do opisania okrucieństwach. Zwrócił jednak uwagę, że wpływ ten był „przemijający”.
Opór ludności wobec powstających władz bolszewickich ujawniał się – według autora – również w miastach, w środowiskach robotniczych. W przemyśle nastąpiło bowiem zniesienie prawa tworzenia związków zawodowych. Skutkiem był sprzeciw wobec dyktatu komisarzy ludowych, szczególnie w fabrykach putiłowskich uważanych za „ostoję” bolszewików. Szczególnie krytykowano tam wykorzystywanie przez bolszewików przebranych jeńców niemieckich podczas pochodów pierwszomajowych. Charakterystyczna była także krytyka „haniebnego” traktatu brzeskiego i zdradzieckiej współpracy bolszewików z Niemcami
Charakteryzując w dalszym ciągu praktykę sprawowania władzy przez bolszewików autor zanalizował sytuację w Armii Czerwonej. Zwrócił szczególnie uwagę na rożne formy jej demoralizacji, nikły lub zupełny brak zdolności bojowej i powszechne zjawisko dezercji. Była ona, w tych warunkach, z jednej strony niezdolna do obrony przed zagrożeniami zewnętrznymi (zwłaszcza niemieckim), ale – z drugiej – nader aktywna w grabieżach i okrucieństwach podczas trwającej wówczas wojny domowej. Przyczyniło się to do podjętej przez Trockiego w marcu 1918 reorganizacji Armii Czerwonej.

### Wydania książki
- H. Altenberg, Lwów 1919[19]
- Puls, Londyn 1996
- Agawa, Tomaszów Mazowiecki 2007